# Martha Warren Beckwith
Martha Warren Beckwith (* 19. Januar 1871 in Wellesley Heights, Massachusetts; † 28. Januar 1959) war eine US-amerikanische Folkloristin und Ethnographin. Sie war die erste Professorin auf einem Lehrstuhl für Folkloristik.

## Leben
Beckwith wurde 1871 als Tochter der beiden Lehrer George Ely Beckwith und Harriet Winslowe Beckwith geboren. Der Vater hatte unter anderem am Punahou College in Honolulu unterrichtet, die Mutter hatte Verwandte auf Hawaii. So hatte Beckwith früh eine intensive Beziehung zu den Inseln und verbrachte zahlreiche Urlaube. Sie absolvierte 1893 erfolgreich das Mount Holyoke College und unterrichtete dann Englisch am Elmira College, am Mount Holyoke College, am Vassar College und am Smith College. 1906 erwarb sie einen Masterabschluss in Anthropologie bei Franz Boas an der Columbia University. 1918 wurde sie promoviert. 1920 erhielt Beckwith einen Ruf des Vassar College auf eine Forschungsprofessur im Bereich der Folkloristik und als außerordentliche Professorin im Fachbereich Vergleichende Literaturwissenschaft. 1929 wurde sie Ordinaria, 1938 wurde sie emeritiert.
Beckwith forschte sowohl zu europäischen Ländern wie auch zum Nahen Osten. 1926/27 nahm sie sich eine Auszeit und untersuchte folkloristische Literatur in Italien, Griechenland, Palästina, Syrien und Indien. Außerdem veröffentlichte sie Arbeiten zu Jamaika, den Sioux, sowie den Mandan und Hidatsa in den Reservaten in North und South Dakota, wo man sie in den Ritus des Prairie-Chicken-Clan der Mandan-Hidatsa einführte. Ihr größtes Interesse galt aber Hawaii. Neben dem Zusammentragen einer umfangreichen ethnographischen Sammlung übersetzte Beckwith zahlreiche Quellen zur hawaiischen Mythologie.:344–346
Beckwith fasste den Begriff der Folkloristik deutlich weiter als andere Folkloristen ihrer Generation. Folklore war für sie die Idiome, Dialekte, religiöse Vorstellungen Lieder und Geschichten nicht nur der „Wilden“, sondern aller Kulturen. Viele Kollegen machten auch einen Unterschied zwischen volkstümlicher und Hochkultur. Auch diese Unterscheidung sah Beckwith kritisch.
1932/33 war Beckwith Präsidentin der American Folklore Society.

## Schriften (Auswahl)
- Folk-Games of Jamaica. Vassar College, Poughkeepsie 1922
- Christmas Mummings in Jamaica. Vassar College, Poughkeepsie 1923
- Black Roadways: A Study of Jamaican Folk Life. University of North Carolina Press, Chapel Hill 1929
- Polynesian Analogues to the Celtic Other-World and Fairy Mistress Themes. NYale University Press, New Haven 1923
- Jamaica Anansi Stories. American Folklore Society, New York 1924
- Jamaica Proverbs. Vassar College, Poughkeepsie 1925
- Notes on Jamaican Ethnobotany. Vassar College, Poughkeepsie 1927
- Jamaica Folk-Lore. American Folk-Lore Society, New York 1928
- Black roadways; a study of Jamaican folk life. University of North Carolina Press, Chapel Hill 1929
- Myths and Hunting Stories of the Mandan and Hidatsa Sioux. Vassar College, Poughkeepsie 193.
- Mandan-Hidatsa Myths and Ceremonies. American Folk-Lore Society, New York 1937
- Hawaiian Mythology. Yale University Press, New Haven 1940
- The Kumulipo: A Hawaiian Creation Chant. University of Chicago Press, Chicago 1951